# Рагби лига клуб Партизан
Рагби 13 клуб Партизан 1953 је рагби 13 клуб из Београда. Тренутно се такмичи у Првенству Србије и у Балканској Суперлиги. Први је српски рагби лига клуб који је освојио међународни трофеј, победом над вечитим ривалом у финалу првог издања Балканске Суперлиге, 2017. године.

## Успеси
| Такмичење                | Такмичење                | Број                     | Година                                          |                          |                          |
| Национално првенство — 1 | Национално првенство — 1 | Национално првенство — 1 | Национално првенство — 1                        | Национално првенство — 1 | Национално првенство — 1 |
| ------------------------ | ------------------------ | ------------------------ | ----------------------------------------------- | ------------------------ | ------------------------ |
| Првенство Србије         | Првак                    | 1                        | 2024.                                           |                          |                          |
| Првенство Србије         | Други                    | 8                        | 2015, 2017, 2018, 2019, 2020, 2021, 2022, 2023. |                          |                          |
| Национални куп — 3       |                          |                          |                                                 |                          |                          |
| Куп Србије               | Победник                 | 3                        | 2017, 2021, 2022.                               |                          |                          |
| Куп Србије               | Финалиста                | 3                        | 2018, 2023, 2024.                               |                          |                          |
| Национални суперкуп — 5  |                          |                          |                                                 |                          |                          |
| Суперкуп Србије          | Победник                 | 5                        | 2021, 2022, 2023, 2024, 2025.                   |                          |                          |
| Суперкуп Србије          | Финалиста                | 3                        | 2018, 2019, 2020.                               |                          |                          |
| Регионална такмичења — 3 |                          |                          |                                                 |                          |                          |
| Балканска Суперлига      | Победник                 | 3                        | 2017, 2020, 2024.                               |                          |                          |
| Балканска Суперлига      | Финалиста                | 5                        | 2018, 2019, 2021, 2022, 2023.                   |                          |                          |